# Friday I'm in Love
"Friday I'm in Love" é um single da banda inglesa The Cure, lançado em maio de 1992 pela gravadora Fiction Records. Venceu a categoria de Melhor Videoclipe (Escolha da Audiência Europeia) nos MTV Video Music Awards de 1992.

## Presença em "Deus nos Acuda" Internacional (1992)
Friday I'm in Love foi incluída na trilha sonora internacional da novela "Deus nos Acuda", exibida pela TV Globo entre 1992 e 1993. Na trama de Silvio de Abreu, a canção foi tema do personagem "Geraldo", interpretado por Marcello Novaes.

## Posição nas paradas musicais
| Parada (1992–1993)                                 | Melhor posição |
| -------------------------------------------------- | -------------- |
| Austrália (ARIA)                                   | 39             |
| Áustria (Ö3 Austria Top 75)                        | 13             |
| Canadá (RPM Top Singles)                           | 3              |
| Europa (Eurochart Hot 100)                         | 20             |
| Alemanha (Offizielle Deutsche Charts)              | 16             |
| Irlanda (IRMA)                                     | 4              |
| Países Baixos (Single Top 100)                     | 32             |
| Nova Zelândia (Recorded Music NZ)                  | 7              |
| Noruega (VG-lista)                                 | 7              |
| Polônia (LP3)                                      | 5              |
| Suécia (Sverigetopplistan)                         | 17             |
| Suíça (Schweizer Hitparade)                        | 17             |
| Reino Unido (UK Singles Chart)                     | 6              |
| Estados Unidos (Billboard Hot 100)                 | 18             |
| Estados Unidos (Billboard Alternative Airplay)     | 1              |
| Estados Unidos (Billboard Dance Club Songs)        | 32             |
| Estados Unidos Hot Dance Singles Sales (Billboard) | 29             |

| Parada (1992)                     | Posição |
| --------------------------------- | ------- |
| Canada Top Singles (RPM)          | 42      |
| Europa (Eurochart Hot 100)        | 97      |
| Alemanha (Official German Charts) | 52      |
| Estados Unidos Billboard Hot 100  | 71      |